# انجمن ورزشی کالج‌های پاروزن شرق آمریکا
انجمن ورزشی کالج‌های پارو زن شرق آمریکا (به انگلیسی: Eastern Association of Rowing Colleges) یک لیگ مسابقات ورزشی بین هفده کالج و دانشگاه در شرق آمریکا می‌باشد. مسابقات با همکاری «لیگ ورزشی مسابقات شرق آمریکا» انجام می‌گیرد.